# Simpliciano
Simpliciano (en latín: Simplicianus; en italiano: Simpliciano) fue Obispo de Milán desde 397 hasta 400 o 401. Es honrado como santo en las Iglesias católica y ortodoxa y su fiesta se celebra el 14 de agosto.

## Vida
Simpliciano nació hacia 320 probablemente en Roma y aún joven se hizo eclesiástico. Se hizo experto en la Santas Escrituras y muy culto. Hacia el año 355 participó activamente en la conversión al cristianismo del filósofo Mario Victorino. Cuando en 374 Ambrosio fue elegido obispo de Milán y bautizado, Simpliciano se convirtió en su maestro de doctrina. Ambrosio solía llamar a Simpliciano padre, en señal de relación espiritual. Probablemente en este período Simpliciano se trasladó a Milán, donde permaneció.
Simpliciano participó también activamente en las conversiones de Alipio de Tagaste y Agustín de Hipona. El encuentro entre Agustín y Simpliciano se produjo en Milán en el año 386 y está recogido en las Confesiones de Agustín.
```
Tras su conversión, Agustín también llamó 
padre
 a Simpliciano, y en 397 le dedicó dos libros sobre la cuestión de la 
predestinación
, conocidos como 
De Diversis Quaestionibus ad Simplicianum
.
```

En su lecho de muerte, Ambrosio apoyó a Simpliciano como su propio sucesor, afirmando que Simpliciano era "viejo pero bueno". Así, en abril de 397, el anciano Simpliciano fue elegido obispo de Milán, en aquel momento capital del Imperio Romano de Occidente. El acto más importante de su episcopado fue la recepción en Milán de las reliquias de los tres mártires Sisinio, Martirio y Alejandro, enviadas desde Trento por el obispo Vigilio.
A Simpliciano se le pidió que juzgara algunas declaraciones doctrinales del Concilio de Cartago y del I Concilio de Toledo. También consagró obispo a Gaudencio de Novara y, según el escritor del siglo XIII Goffredo de Bussero, organizó los textos del Liturgia ambrosiana.
La festividad de Simpliciano se fijaba antiguamente el 15 de agosto, junto con la fiesta de la traslado a Milán de las reliquias de Sisinio, Martyrius y Alejandro; por lo que se consideró que su muerte fue el 15 de agosto de 400; pero probablemente Simpliciano murió entre finales de 400 y la primera mitad de 401. La festividad de Simpliciano se trasladó posteriormente al 16 de agosto para no entrar en conflicto con la Asunción de María, y con la reforma del Rito ambrosiano que tuvo lugar tras el Concilio Vaticano II su festividad se trasladó al 14 de agosto.
Simpliciano fue enterrado inicialmente en la iglesia de San Nabor y Félix de Milán y posteriormente trasladado, quizá el 15 de agosto, a la Basilica Virginum ("Basílica de las Vírgenes") que fue rebautizada en su honor; actualmente se conoce como Basílica de San Simpliciano. En 1582 San Carlo Borromeo, cardenal arzobispo de Milán, ordenó el reconocimiento canónico de los restos de Simpliciano que fueron inhumados bajo el altar mayor y luego sus santas reliquias fueron trasladadas durante una solemne procesión al templo odierno.